# Juan Pedevilla
Juan Carlos Pedevilla (6 de junio de 1909, Buenos Aires, Argentina, fallecido en 2005) fue un futbolista argentino que disputó la Copa Mundial de Fútbol de 1934 con la selección de su país.

## Trayectoria
Zaguero central, o "back" derecho, hizo su carrera en Estudiantil Porteño en la década de los años 30. En 1934 fue convocado para jugar el Mundial de Italia, en el cual disputó un partido. En 1935, con la reestructuración de fútbol argentino, Estudiantil Porteño pasa a militar en la Segunda División, donde Pedevilla continuó jugando hasta 1937. En esta categoría jugó 25 partidos y no marcó goles.

## Participación en Copa del Mundo
| Mundial                        | Sede   | Resultado    | Partidos | Goles |
| ------------------------------ | ------ | ------------ | -------- | ----- |
| Copa Mundial de Fútbol de 1934 | Italia | Primera Fase | 1        | 0     |

- Datos: Q2703833